# Gausson
Gausson é uma comuna francesa na região administrativa da Bretanha, no departamento Côtes-d'Armor. Estende-se por uma área de 16,75 km². Em 2010 a comuna tinha 630 habitantes (densidade: 37,6 hab./km²).